# 21e étape du Tour de France 1969
La 21e étape du Tour de France 1969 est une étape qui a eu lieu le samedi 19 juillet 1969 entre Clermont-Ferrand (Puy-de-Dôme) et Montargis (Loiret), en France, sur une distance de 329,5 km.
Elle a été remportée par le Belge Herman  Van Springel. Le Belge Eddy  Merckx conserve le maillot jaune.

## Classement de l'étape
| \| Classement de l'étape \| Classement de l'étape \| Classement de l'étape \| Classement de l'étape \| Classement de l'étape \| \| Coureur \| Coureur \| Pays \| Équipe \| Temps \| \| --------------------- \| --------------------- \| --------------------- \| --------------------- \| --------------------- \| \| 1er \| Herman Vanspringel \| Belgique \| Dr. Mann-Grundig \| \| \| 2e \| Harm Ottenbros \| Pays-Bas \| Willem II-Gazelle \| \| \| 3e \| Giacinto Santambrogio \| Italie \| \| \| \| 4e \| Lucien Aimar \| France \| BiC \| \| \| 5e \| Giancarlo Ferretti \| Italie \| \| \| \| 6e \| Roland Berland \| France \| BiC \| \| \| 7e \| Bernard Guyot \| France \| \| \| \| 8e \| Manuel Galera \| Espagne \| Fagor \| \| \| 9e \| Joaquim Galera \| Espagne \| Fagor \| \| \| 10e \| Wladimiro Panizza \| Italie \| Salvarani \| \| |                       |          |                   |       |
| |                       |          |                   |       |
| |                       |          |                   |       |
| Classement de l'étape |                       |          |                   |       |
| Coureur | Coureur               | Pays     | Équipe            | Temps |
| 1er | Herman Vanspringel    | Belgique | Dr. Mann-Grundig  |       |
| 2e | Harm Ottenbros        | Pays-Bas | Willem II-Gazelle |       |
| 3e | Giacinto Santambrogio | Italie   |                   |       |
| 4e | Lucien Aimar          | France   | BiC               |       |
| 5e | Giancarlo Ferretti    | Italie   |                   |       |
| 6e | Roland Berland        | France   | BiC               |       |
| 7e | Bernard Guyot         | France   |                   |       |
| 8e | Manuel Galera         | Espagne  | Fagor             |       |
| 9e | Joaquim Galera        | Espagne  | Fagor             |       |
| 10e | Wladimiro Panizza     | Italie   | Salvarani         |       |

## Classements à l'issue de l'étape

### Classement général
| \| Classement général \| Classement général \| Classement général \| Classement général \| Classement général \| \| Coureur \| Coureur \| Pays \| Équipe \| Temps \| \| ------------------ \| ----------------------- \| ------------------ \| -------------------------------- \| ------------------ \| \| 1er \| Eddy Merckx \| Belgique \| Faema \| \| \| 2e \| Roger Pingeon \| France \| Peugeot-BP-Michelin \| \| \| 3e \| Raymond Poulidor \| France \| Mercier-BP-Hutchinson \| \| \| 4e \| Felice Gimondi \| Italie \| Salvarani \| \| \| 5e \| Andrés Gandarias Albizu \| Espagne \| Kas-Kaskol \| \| \| 6e \| Marinus Wagtmans \| Pays-Bas \| Willem II-Gazelle \| \| \| 7e \| Pierfranco Vianelli \| Italie \| Molteni \| \| \| 8e \| Joaquim Agostinho \| Portugal \| Frimatic-de Gribaldy-Viva-Wolber \| \| \| 9e \| Désiré Letort \| France \| Peugeot-BP-Michelin \| \| \| 10e \| Jan Janssen \| Pays-Bas \| BiC \| \| |                         |          |                                  |       |
| |                         |          |                                  |       |
| |                         |          |                                  |       |
| Classement général |                         |          |                                  |       |
| Coureur | Coureur                 | Pays     | Équipe                           | Temps |
| 1er | Eddy Merckx             | Belgique | Faema                            |       |
| 2e | Roger Pingeon           | France   | Peugeot-BP-Michelin              |       |
| 3e | Raymond Poulidor        | France   | Mercier-BP-Hutchinson            |       |
| 4e | Felice Gimondi          | Italie   | Salvarani                        |       |
| 5e | Andrés Gandarias Albizu | Espagne  | Kas-Kaskol                       |       |
| 6e | Marinus Wagtmans        | Pays-Bas | Willem II-Gazelle                |       |
| 7e | Pierfranco Vianelli     | Italie   | Molteni                          |       |
| 8e | Joaquim Agostinho       | Portugal | Frimatic-de Gribaldy-Viva-Wolber |       |
| 9e | Désiré Letort           | France   | Peugeot-BP-Michelin              |       |
| 10e | Jan Janssen             | Pays-Bas | BiC                              |       |